# Tú, sólo tú
«Tú, sólo tú» es una canción ranchera escrita por el compositor mexicano Felipe Valdés Leal en 1949. Ese mismo año, la pista fue grabada por Miguel Aceves Mejía, Pedro Infante, Luis Pérez Meza y Rosita Quintana.
El tema también fue incluido en las películas Pueblerina (1949), en la que fue interpretada por Roberto Cañedo y Columba Domínguez; Perdida (1950), donde fue interpretada por La Torcacita; y Tú, solo tú (1950), donde fue cantada por Luis Aguilar.

## Versión de Linda Ronstadt
En 1987, Linda Ronstadt incluyó este tema en su álbum Canciones de mi padre.

## Versión de Selena
Selena grabó una versión en 1995 para su álbum en inglés. Es el segundo sencillo (el primero en español) lanzado en el álbum Dreaming of You. Su interpretación fue grabada originalmente para la película Don Juan DeMarco, estrenada en 1995. Fue el primer sencillo en español de los proyectos discográficos póstumos de Selena.

### Rendimiento
La canción debutó en el puesto número 3 de Billboard Hot Latin Tracks durante la semana del 15 de julio de 1995, y subió al número 1 la semana siguiente, donde permaneció durante diez semanas, convirtiéndose en la permanencia musical más larga de Selena en el puesto número 1.
El sencillo «I Could Fall in Love» no alcanzó el primer puesto de la lista debido a «Tú, sólo tú», pero con esta hazaña, Selena se convirtió en la segunda intérprete en tener sencillos en los dos primeros lugares de la lista Hot Latin Tracks en la misma semana (siendo la primera Ana Gabriel).
En la lista Billboard Latin Regional Mexican Airplay, el sencillo debutó y alcanzó el puesto número uno, pasando nueve semanas en la cima de popularidad musical.

### Listas
| Listas (1995–96)                                   | Posición más alta |
| -------------------------------------------------- | ----------------- |
| Hot Latin Songs (Billboard)                        | 1                 |
| Regional Mexican Songs (Billboard)                 | 1                 |
| Canciones Gruperas de México (El Siglo de Torreón) | 1                 |
| Rancheras mexicanas (El Siglo de Torreón)          | 2                 |

### Certificaciones
| Región         | Certificación   | Organismo Certificador | Ventas/Unidades Certificadas | Referencia |
| -------------- | --------------- | ---------------------- | ---------------------------- | ---------- |
| Estados Unidos | Platino (Latin) | RIAA                   | 60,000                       | [ 7 ]      |

### Personal
- José Hernàndez - productor, arreglista
- Selena - voz
- Mariachi Sol de México - coros e invitados especiales
- Bruce Robb - ingeniero
- Robb Bross - mezclador